# Johnny Sibilly
Johnny Sibilly (nascido em 5 de setembro de 1987) é um ator e produtor americano. Seu trabalho inclui papéis em Pose, The Deuce, Hacks e o reboot de Queer as Folk na Peacock.

## Juventude
Sibilly cresceu em uma família de militares e morou na Alemanha, Texas e Miami. Desde muito jovem ele sabia que queria ser ator.

## Carreira
Em 2018, Sibilly começou um papel recorrente no drama FX Pose. Ele fez o teste para o show três vezes antes de ser escalado.
Em dezembro de 2020, Sibilly começou a apresentar uma série duas vezes por semana para a Logo TV chamada Logo Live, um resumo das principais notícias do dia apresentando celebridades convidadas. Em fevereiro de 2021, ele foi anunciado como ator convidado recorrente no programa da HBO Hacks. Em setembro de 2021, Sibilly foi anunciado como um dos cinco membros do elenco de uma nova reinicialização de Queer as Folk na Peacock, no qual ele interpretou "um advogado de sucesso que não é tão organizado quanto parece".

## Vida pessoal
Sibilly é um homem queer, ativista e defensor dos direitos latino-americanos e LGBTQ+. Ele é descendente de cubanos e dominicanos.

## Filmografia

### Cinema
| Ano  | Título            | Personagem    | Notas |
| ---- | ----------------- | ------------- | ----- |
| 2015 | When I'm with You | Cara dançando |       |
| 2015 | The Closer        | Bobby         |       |
| 2019 | Vanilla           | Fernando      |       |

### Televisão
| Ano       | Título                            | Personagem           | Notas                                                           |
| --------- | --------------------------------- | -------------------- | --------------------------------------------------------------- |
| 2013      | Deadly Affairs                    | Atendente de spa     | Episódio: "Women on Top"                                        |
| 2013      | Celebrity Ghost Stories           | Jovem Nick Turturro  | Episódio: "Andy Dick/Justin Henry/Nick Turturro/Betsey Johnson" |
| 2014      | Law & Order: Special Victims Unit | Drag Queen           | Episódio: "Chicago Crossover"                                   |
| 2014      | My Crazy Love                     | Dave                 | Episódio: "Wali and Katie"                                      |
| 2014      | Deadly Sins                       | Detetive Graham      | Episódio: "Rotten to the Core"                                  |
| 2015      | Eye Candy                         | Detetive disfarçado  | Episódio: "IRL"                                                 |
| 2015      | Power                             | Atendente            | Episódio: "Like We're Any Other Couple"                         |
| 2015      | Over My Dead Body                 | Johnny Acevedo / EMT | 2 episódios                                                     |
| 2017      | The Deuce                         | Aaron                | Episódio: "The Principle Is All"                                |
| 2018–2019 | Pose                              | Costas               | 3 episódios                                                     |
| 2019      | Matt and Dan                      | Julissa              | Episódio: "Cookie Girl"                                         |
| 2019      | Liza on Demand                    | Shane                | Episódio: "New Year's Eve: Part 2"                              |
| 2021-2022 | Hacks                             | Wilson               | Papel recorrente, 7 episódios                                   |
| 2022      | Queer as Folk                     | Noah Hernandez       | Papel principal                                                 |